# Castello di Belcaro
Das Castello von Belcaro ist ein befestigtes Gebäude an der Straße zwischen Terrensano und Belcaro, auf einem Hügel in der Nähe von Costafabbri, in der Gemeinde Siena, außerhalb von Porta San Marco.

## Geschichte
Das Castello wurde um 1190 von einem gewissen Marescotti erbaut. Die erste Nachricht über seine Existenz findet sich in einem Pergament aus dem Jahr 1199 im Staatsarchiv von Siena, in dem seine Besitzer, Guido und Curtonecchia di Marescotto, erwähnt werden. Über den Ursprung des Namens gibt es eine Legende: Eine Burgherrin, die auf die Rückkehr ihres Mannes aus dem Krieg wartete und mit ihrem Kind auf dem Arm an den Mauern entlangging, soll, als sie ihren Mann am Horizont sah, die Arme nach ihm ausgestreckt haben, woraufhin das Kind in den Garten unter den Mauern fiel. Daraufhin soll die Frau zu ihrem Bräutigam gesagt haben: „Sei bello, ma mi costi caro!“ (dt. „Du bist schön, aber du kommst mir teuer zu stehen“), daher der Name des Schlosses „Belcaro“.

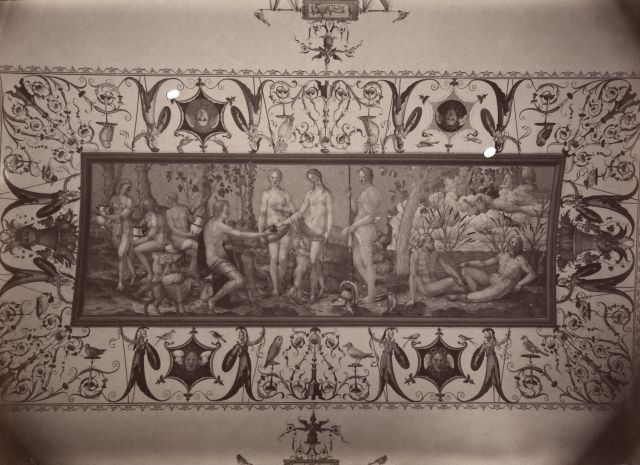
Das Urteil des Paris von Baldassarre Peruzzi

Im Jahr 1258 erwähnt Sigismondo Tizio einen Kampf zwischen Guelfen und Ghibellinen, bei dem die Burg zerstört wurde. Später, im Jahr 1269, wurde sie erneut zerstört. Im 14. Jahrhundert ging sie an die Familie Salimbeni über, die die Ruinen 1375 an die Salvini verkaufte. Nanni di ser Vanni, ein Mitglied dieser Familie, schenkte sie 1376 der Heiligen Katharina von Siena, die sie in ein Nonnenkloster mit dem Namen Santa Maria degli Angeli umbauen ließ.
Es dauerte nicht lange, bis die Burg wieder in den Besitz der Familie Salvini gelangte, die sie 1408 an die Bellanti verkaufte, die sie restaurierten.
Im Jahr 1525 erwarb sie der Bankier Crescenzio Turamini, der ihr seine heutige Gestalt gab. Mit der Restaurierung und dem Umbau wurde Baldassare Peruzzi beauftragt, wie ein im Gabinetto dei Disegni e delle Stampe der Uffizien aufbewahrter Bauplan belegt. In Wirklichkeit ist nicht klar, wie viel von Peruzzis ursprünglichem Entwurf heute noch erhalten ist, obwohl einige Fresken im Inneren der Villa, wie das Urteil des Paris, seiner Hand zugeschrieben werden können.
Im Jahre 1554 wurde sie von der kaiserlichen Armee von Karl V. angegriffen, die gegen die Sienesen kämpfte, nachdem sie sich mit der französischen Armee unter der Führung des Herzogs von Belforte verbündet hatte. Innerhalb der Burgmauern erinnert eine Gedenktafel an dieses tragische Ereignis, neben der Kanonenkugeln eingemauert sind. Die Burg ging in den Besitz von Cosimo I. de’ Medici über, woran eine Gedenktafel an den Mauern erinnert; sein Verwandter Giangiacomo de’ Medici kümmerte sich um den Wiederaufbau.
Im Jahr 1710 wurde die Burg von der Familie Camajori erworben, die 1802 den Architekten Serafino Belli mit der Restaurierung beauftragte und die Fassade der inneren Villa im Stil der Neorenaissance umgestaltete. Weitere Restaurierungsarbeiten wurden zwischen 1865 und 1870 von dem Architekten Giuseppe Partini durchgeführt.
1944 wurde die Villa von den deutschen Truppen beschlagnahmt und in ein Lazarett umgewandelt. Sie erlitt verschiedene Schäden, die später vom Eigentümer Giuseppe Lapo Barzellotti Camajori und seiner Tochter Marzia behoben wurden. Dank der umfangreichen Innen- und Außenrestaurierung ist die Villa heute eines der am besten erhaltenen Schlösser der Provinz Siena.

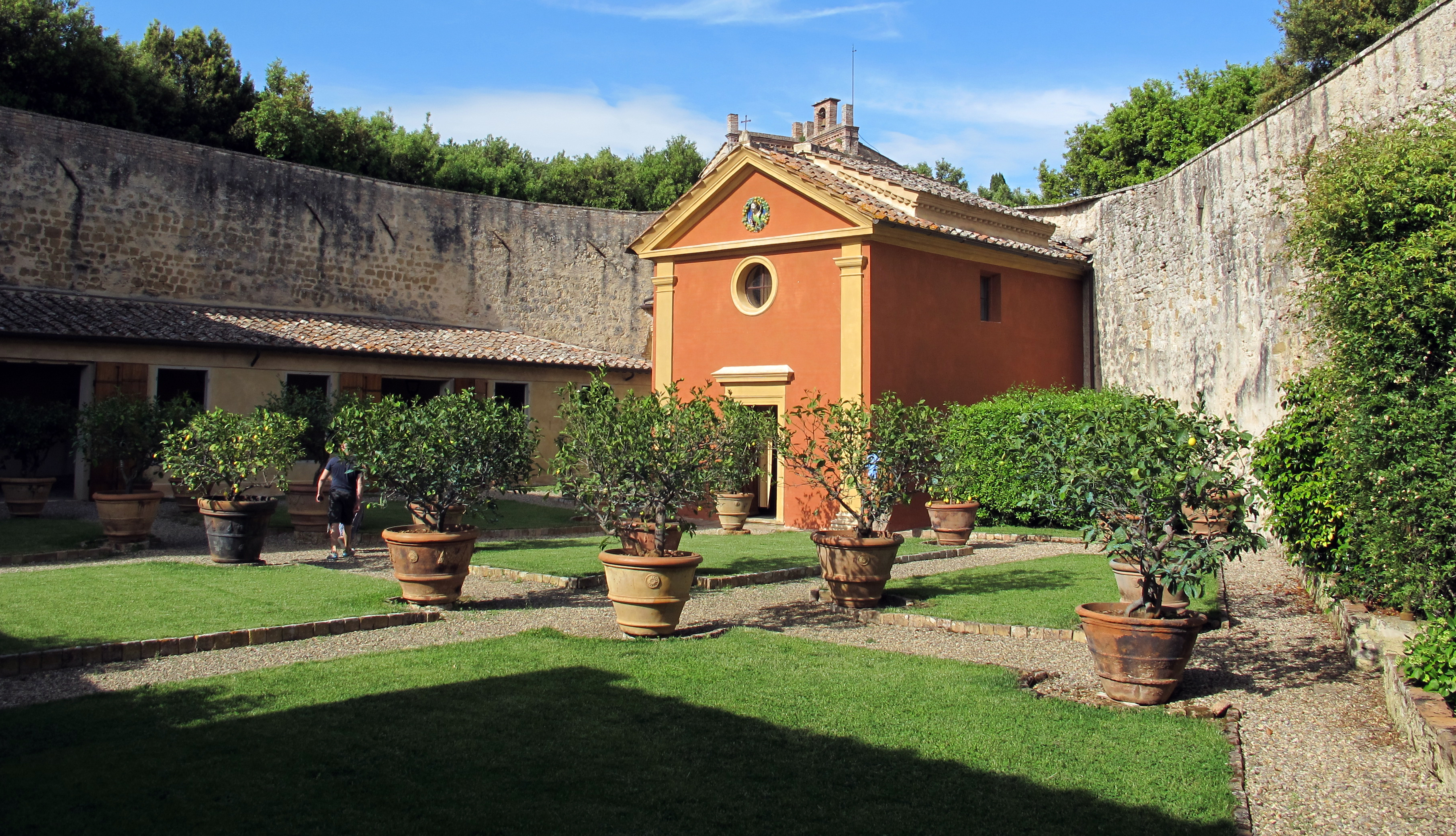
Der innere Garten mit Kapelle

## Beschreibung
Der Komplex ist vollständig von einer keilförmigen Wehrmauer umschlossen und besteht aus mehreren Gebäuden, die sich um drei offene Bereiche gruppieren: einen Garten und zwei Höfe.
Auf der Westseite befindet sich das Eingangsportal, das von zwei Maschikulis und auf der linken Seite von einem halbrunden Turm mit zwei Arkaden geschützt wird. Es führt in den ersten mittelalterlichen Hof mit dreieckigem Grundriss, auf den die an die Festung und die Villa angrenzenden Wirtschaftsräume blicken, die durch vorspringende Abschlüsse an Hängebögen und Ziegelsteinen gekennzeichnet sind.
Durch eine Öffnung mit flachem Bogen gelangt man in den zweiten Hof, den Haupthof, der im Renaissancestil gehalten und mit Terrakotta im Fischgrätmuster gepflastert ist. Über dem Haupthof befinden sich das dreistöckige, rechteckige Hauptgebäude und das Haus des Hausmeisters, das früher von Bediensteten genutzt wurde. Die rechteckige Form geht auf einen Eingriff des Architekten Partini in den Jahren 1865–70 zurück, der die beiden Mauerrahmen schuf, die den Zugangshof bzw. den Garten begrenzen, sowie das Haus der Bediensteten, das sich an den Zeichnungen von Peruzzi orientiert, wenn auch in etwas größerem Maßstab. Hier, in der Nähe des Durchgangs zum Garten, befindet sich auch der Brunnen.
Die Hauptfassade der Villa, die auf den Hof und das neoklassizistische Werk von Serafino Belli blickt, weist drei Ordnungen mit acht Öffnungsachsen auf: Im Erdgeschoss, das mit Quadersteinen verkleidet ist, befinden sich gerahmte Portale in verschiedenen Stilen (mit Rundbogen oder Architrav) sowie einige Öffnungen, die verschlossen sind. Hier erinnert eine Marmortafel an den Besuch von Margarete von Savoyen. In den oberen Stockwerken weisen die Fenster geschwungene Giebel und im obersten Stockwerk Architrave auf. Die Gesimse ziehen sich über das gesamte Gebäude, wobei das Gesims im zweiten Stockwerk besonders sorgfältig gestaltet wurde. Das gezahnte Gesims bildet die Basis für das Pavillondach mit geringem Überstand.
Das Wirtschaftsgebäude auf der gegenüberliegenden Seite hat zwei Stockwerke und eine klassizistische Fassade mit drei Giebelöffnungen in Form einer Kuppel (in der Mitte) oder eines Dreiecks (an den Seiten).

### Das Urteil des Paris

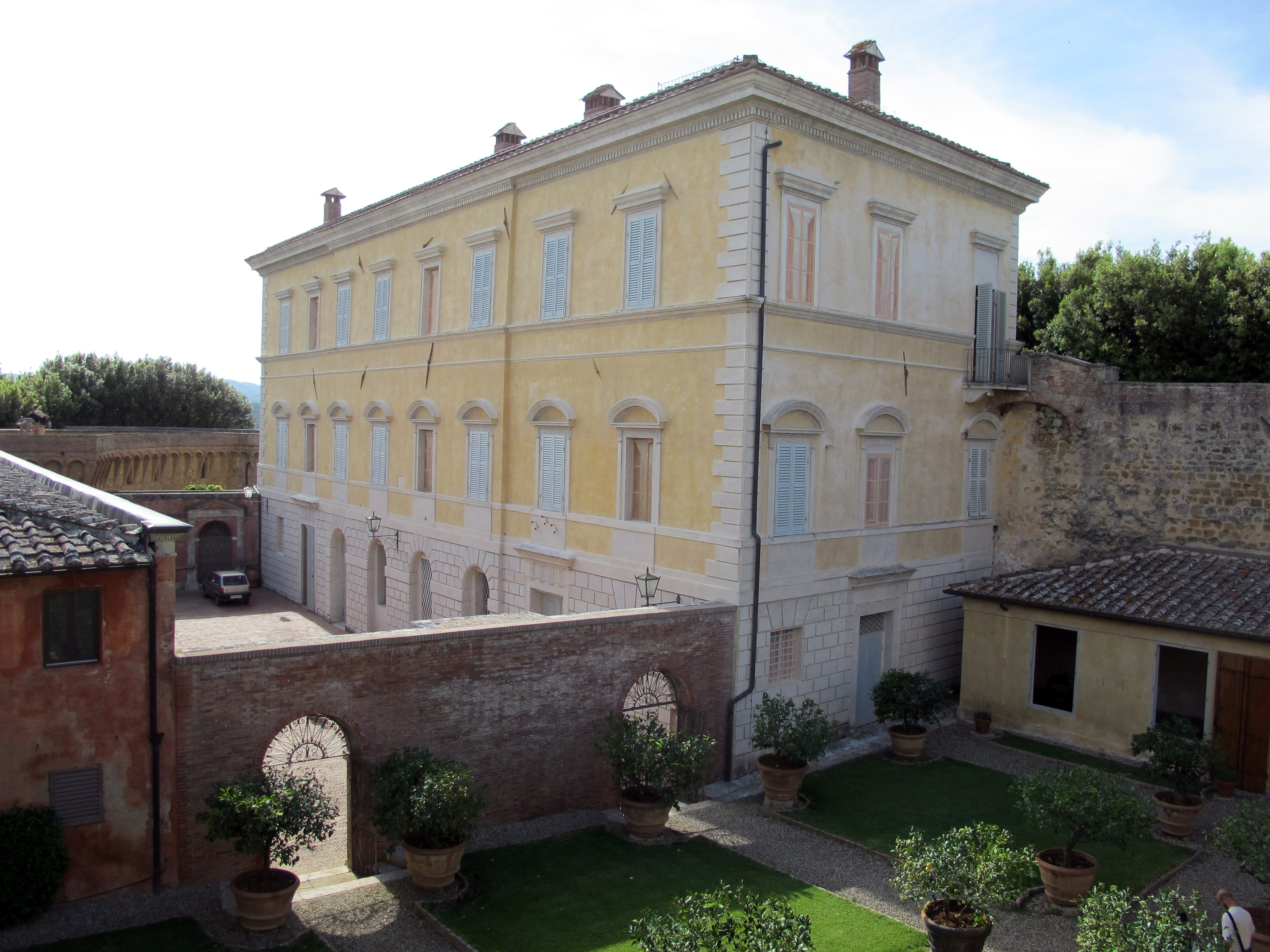
Die Villa

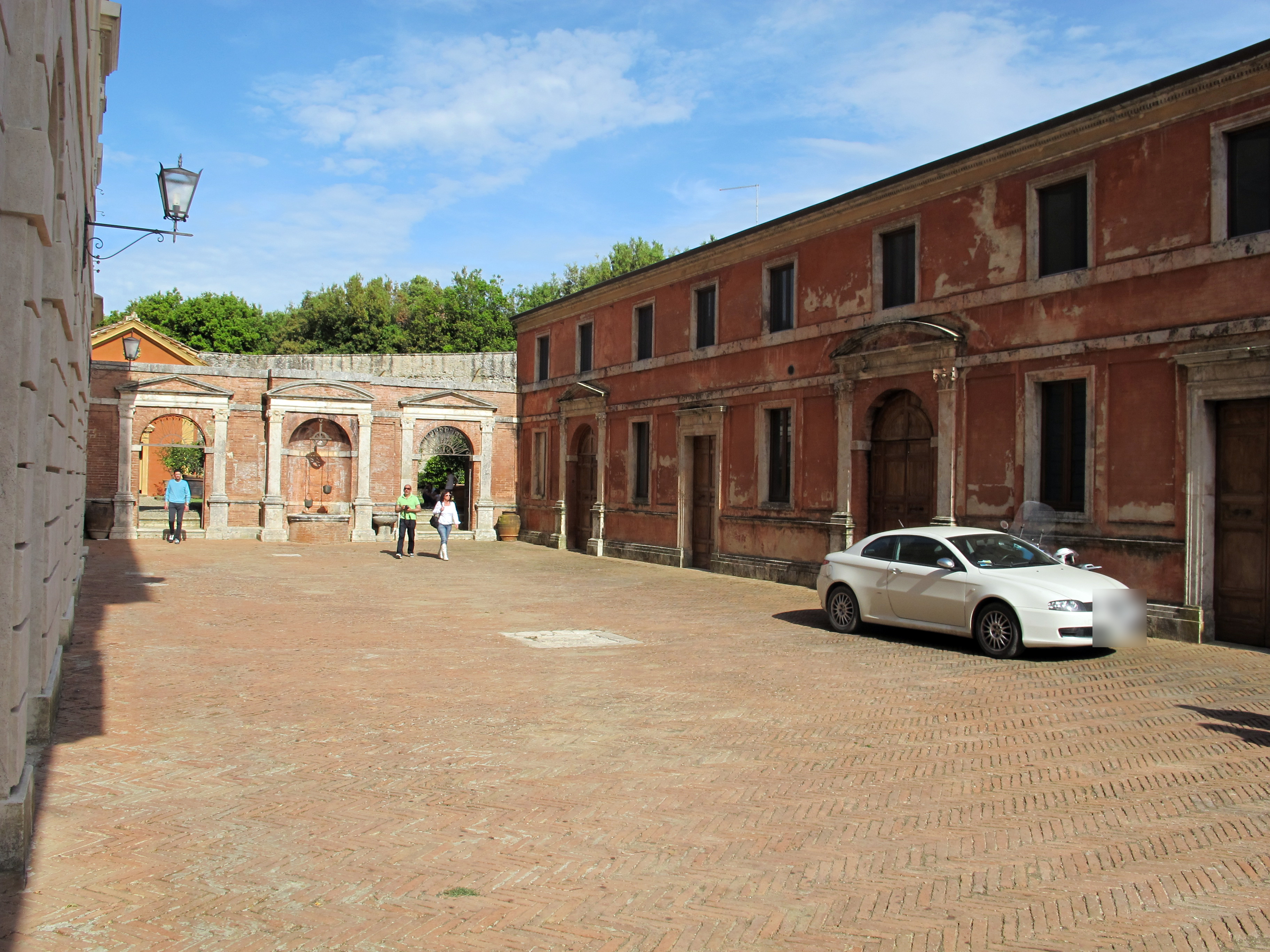
Der Hof

Im Inneren der Villa ist die berühmteste Dekoration das Fresko des Urteils des Paris von Baldassarre Peruzzi.
Hinter dem Schiedsrichter sieht man die Grazien, jede mit einer anderen Vase. Paris sitzt auf einer Klippe, inmitten der drei Anwärterinnen, die jeweils einen anderen Vogel tragen: den Pfau für Juno, die Eule für Minerva und die Taube für Venus. Letztere lächelnd und scheint siegessicher zu sein.
In der Ferne, in den Wolken, kann man den Rat der Götter erkennen, der von den Schultern des Atlas getragen wird.

### Der Garten
Innerhalb der Mauern wird fast die Hälfte der Fläche vom Garten eingenommen, der zu drei Vierteln an die Mauern grenzt. Der Zugang erfolgt über eine doppelte Öffnung in der Wand des Haupthofs, und sein Inneres ist mit geometrischen Blumenbeeten angelegt.
Im Inneren befindet sich in der Mitte, auf einer Achse mit dem Hof, die Kapelle, gefolgt von der Loggia auf der linken Seite und zwischen dieser und der Villa die Orangerie.

### Die Kapelle
Die Kapelle, die dem heiligen Jakobus und dem heiligen Christophorus geweiht ist, hat ein einfaches Äußeres mit einer Giebelfassade, die durch zwei Pilaster an den Seiten und einen heiligen Jakobus aus Terracotta im Tympanon verziert ist. Über der einfachen Eingangstür mit Architrav befindet sich ein Rundbogen.
Das Innere besteht aus einem einzigen Raum mit Tonnengewölbe und einer Apsis hinter dem Altar. Sie ist vollständig mit Fresken ausgemalt, mit falschen Marmorspiegeln an den Wänden und einfarbigen Grotesken auf vergoldetem Hintergrund, die größtenteils auf Restaurierungen des 19. Jahrhunderts zurückgehen. Das in Fächer unterteilte Gewölbe zeigt in den Ecken Engelspaare, die einen Leuchter mit brennender Fackel halten, an den Seiten die vier Evangelisten mit ihren jeweiligen Symbolen und in der Mitte ein heraldisches Wappen.
In der Apsis sind die Heiligen Petrus und Paulus in voller Größe zu sehen, flankiert von Tafeln mit Märtyrerszenen. In der Mitte befindet sich ein großes Fresko der Madonna mit Kind zwischen den Heiligen Katharina von Siena, Sebastian, Christophorus und Katharina von Alexandrien.
Darüber, in der Kuppel, fünfzehn kleine Gemälde mit den acht Sibyllen und vier Szenen der Passion und Auferstehung Jesu.

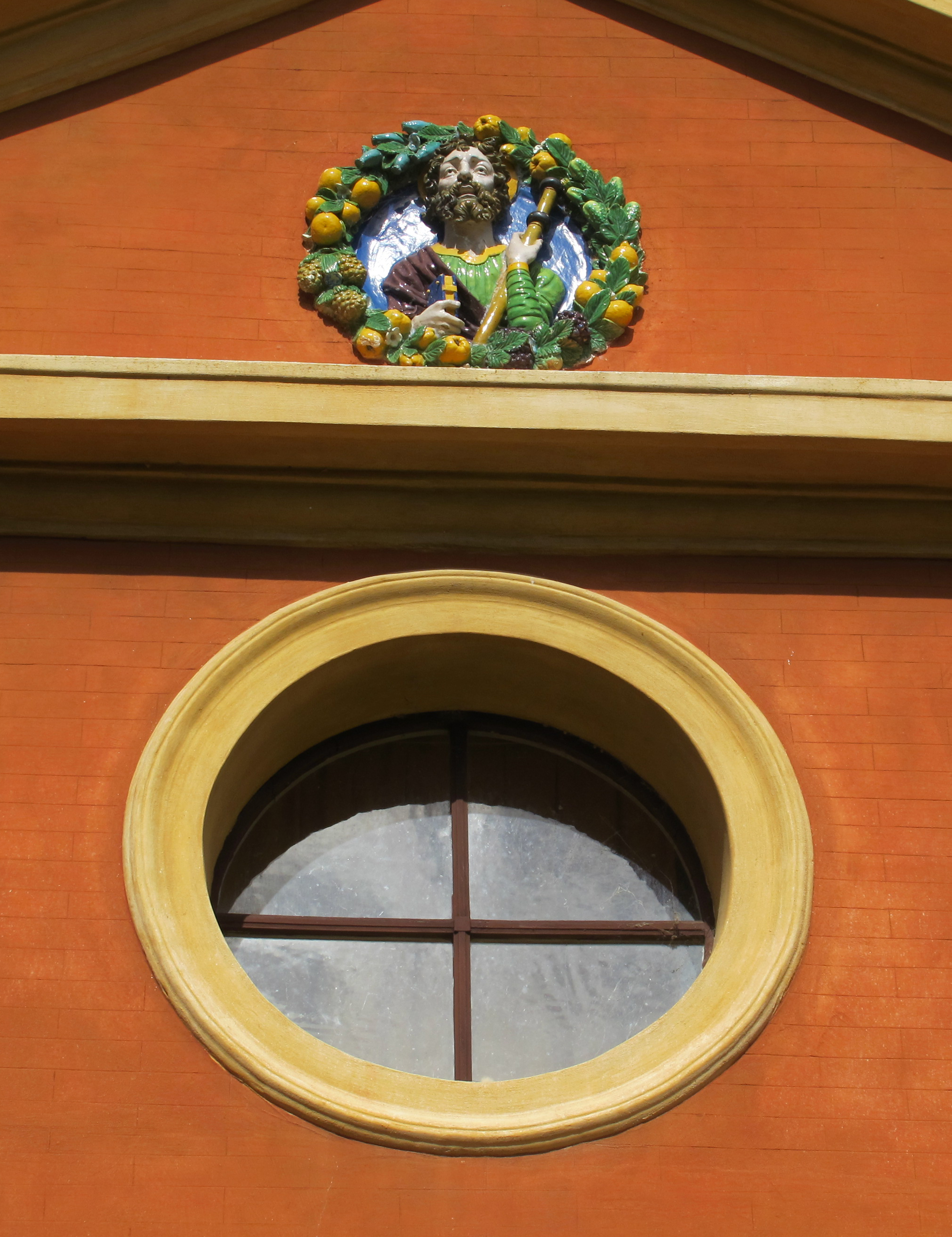
Detail der Fassade
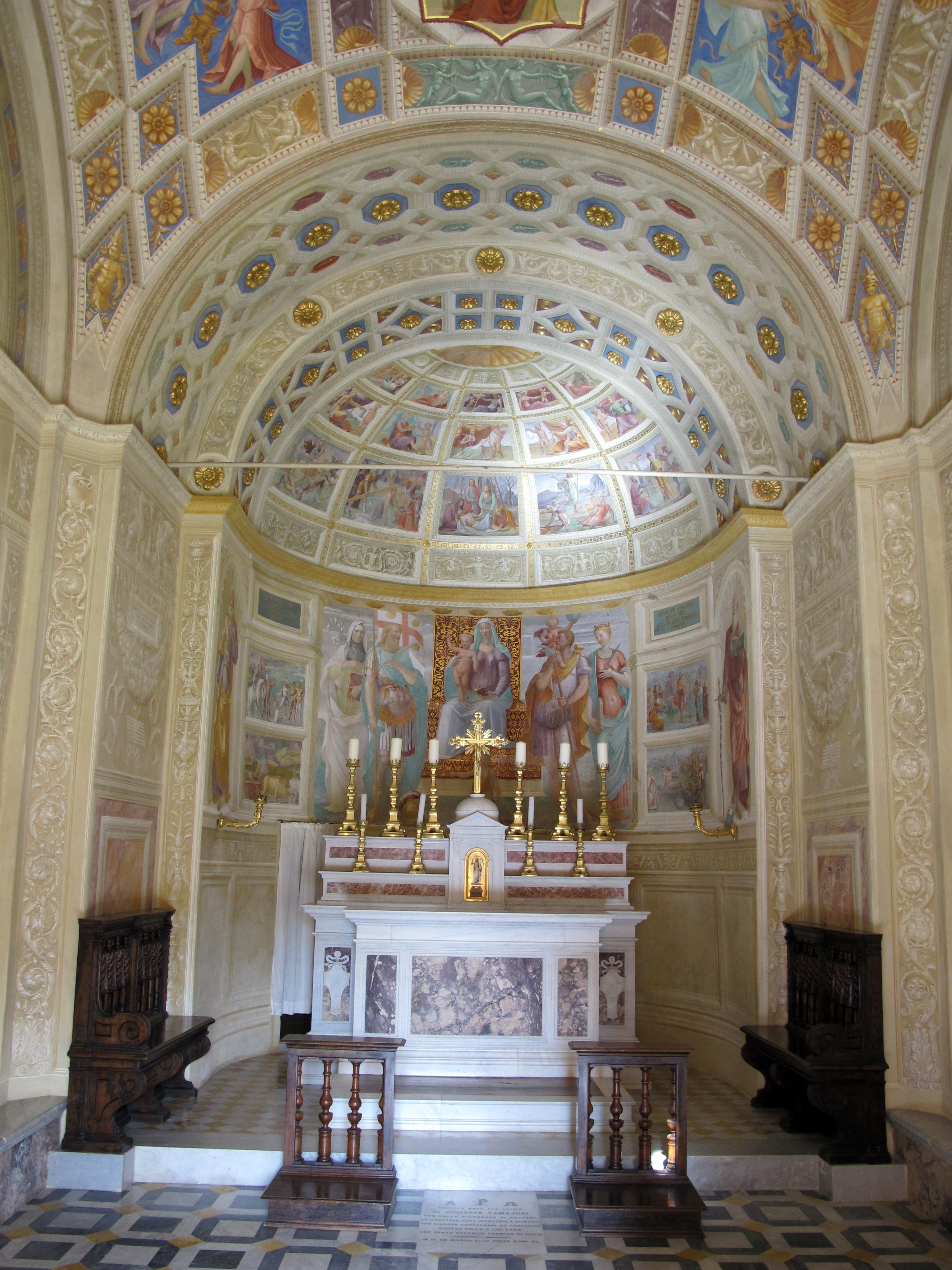
Innere der Kapelle
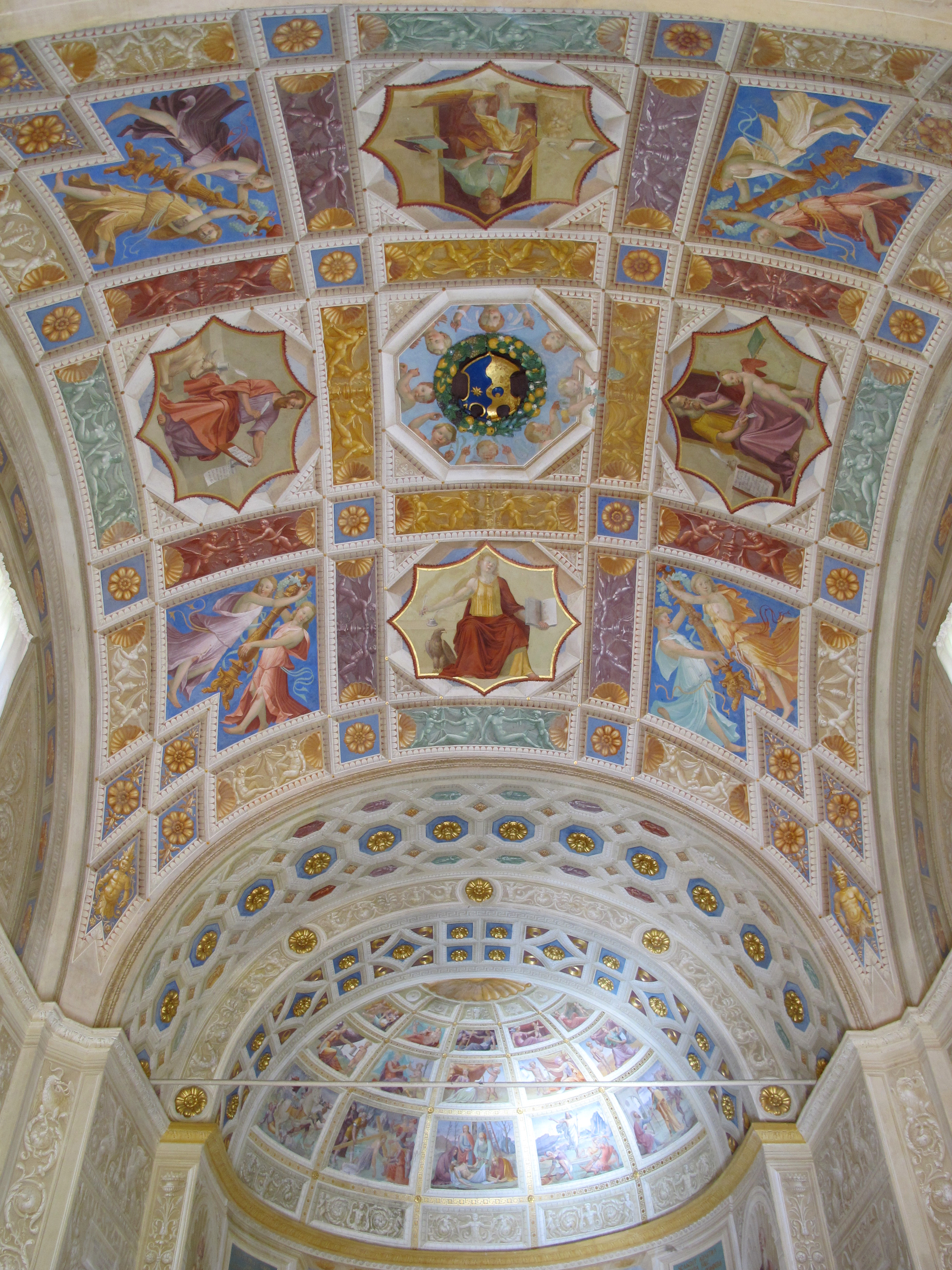
Gewölbe mit den Evangelisten

### Die Loggien

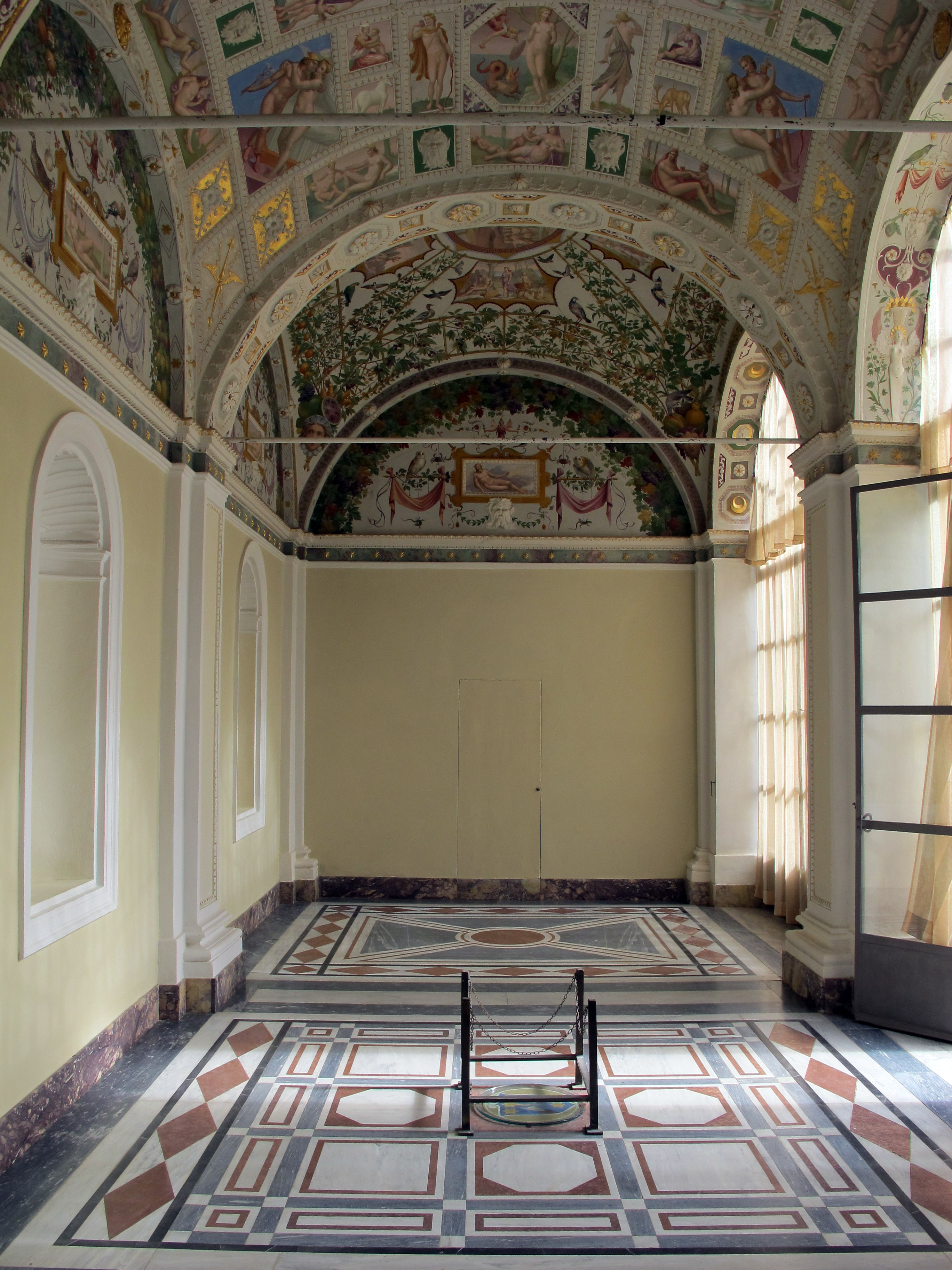
Raub der Europa

Ebenfalls mit Blick auf den Garten befinden sich die etwas von der Kapelle zurückversetzten Loggien mit drei Rundbögen, die heute mit Buntglasfenstern verschlossen sind. Im Inneren sind in den drei Gewölben mythologische Geschichten dargestellt. Das rechte Gewölbe zeigt den Mythos der Göttin Diana, das mittlere die drei Grazien und die Liebe der Venus und das linke der Raub der Europa. Umgeben ist das Ganze von einer mit Blättern, Vögeln und Früchten geschmückten Pergola, in deren Ecken Maskaronen zu sehen sind.
Diese Fresken und die der Kapelle wurden früher Peruzzi zugeschrieben, aber genauere Untersuchungen haben ergeben, dass sie von einem seiner Schüler, Giorgio di Giovanni, stammen. Sie wurden Ende des 19. Jahrhunderts von dem Maler Ernesto Sprega restauriert (an einigen Stellen ziemlich stark), dem das Verdienst zukommt, die „moralischen Übermalungen“ entfernt zu haben, die die eher ausschweifenden mythologischen Szenen verdeckt hatten. In der Mitte des Fußbodens befindet sich das Mosaikwappen der Familie Camajori.

### Korridor
Der gesamte Umfang der Mauern kann über den ehemals zu Verteidigungszwecken genutzten Korridor begangen werden. Er ist vom ersten Hof aus zugänglich und führt direkt in das Hauptgeschoss der Villa. Er gipfelt in dem kleinen Turm über der Loggia, von dem aus man, bevor er von der Vegetation verdeckt wurde, die Stadt Siena sehen konnte. In der Ferne sind die Villa Le Volte, die Einsiedelei von Lecceto und die Villa Santa Colomba bei Monteriggioni zu sehen.